# Aurorazhdarcho
Aurorazhdarcho (лат.) — род птерозавров из надсемейства Azhdarchoidea, включает единственный типовой вид — Aurorazhdarcho primordius. Обитали в конце юрского периода (верхний титонский век, 150,8—145,0 млн лет назад) на территории современной Германии.

## Описание
Первую находку сделал в 1998 году палеонтолог-любитель Питер Катшмекат в карьере Блюменберг, в трёх километрах к северо-западу от Айхштета, Бавария. Отпрепарировал её Герд Стюбенер. Вид назвали и описали в 2011 году немецкий палеонтолог Эберхард Фрей, швейцарский палеонтолог Христиан Мейер и фотограф-любитель Хельмут Тишлингер. Родовое название происходит от лат. aurora — рассвет, и Azhdarcho — имени дракона в казахской мифологии. Видовое название на латинском языке означает первый.
Голотип NMB Sh 110 был найден в слоях свиты Eichstätt, относящихся к верхнему титонскому ярусу. Он состоит из почти полного посткраниального скелета за исключением шеи. Также обнаружены остатки мягких тканей. Останки принадлежат незрелой особи. Они находятся в коллекции Музея естественной истории Базеля.
Aurorazhdarcho был небольшим птерозавром: размах его крыльев составлял около метра, а длина одного крыла составляет 538 мм. Первичные исследования показали, что род является одним из базальных членов надсемейства Azhdarchoidea, и был выделен в отдельное семейство Protazhdarchidae. Является самым древним членом надсемейства, поддерживая гипотезу евразийского происхождения данной группы, включающей крупнейших летающих животных, которые когда-либо жили на Земле. Эту точку зрения разделяют не все систематики: Беннет в 2013 году высказал предположение, что Aurorazhdarcho входит во семейство ктенохазматид, отделившееся от общего ствола птеродактилей раньше, чем надсемейство Azhdarchoidea.